# Гурьев (село)
Гу́рьев (укр. Гур'їв), село,
Писаревский сельский совет,
Золочевский район,
Харьковская область.
Код КОАТУУ — 6322685002. Население по переписи 2001 года составляет 26 (10/16 м/ж) человек.

## Географическое положение
Село Гурьев находится у одного из истоков реки Братеница, ниже по течению примыкает к селу Братеница (Богодуховский район).
В селе несколько запруд.

## Экономика
- Молочно-товарная ферма.